# Velîka Osnîțea, Manevîci
Velîka Osnîțea (în ucraineană Велика Осниця) este localitatea de reședință a comunei Velîka Osnîțea din raionul Manevîci, regiunea Volînia, Ucraina.

## Demografie
Componența lingvistică a localității Velîka Osnîțea
     Ucraineană (99,85%)
     Alte limbi (0,15%)
Conform recensământului din 2001, majoritatea populației localității Velîka Osnîțea era vorbitoare de ucraineană (99,85%), existând în minoritate și vorbitori de alte limbi.